# AFM elettrochimico
L'AFM elettrochimico (EC-AFM) è un particolare tipo di microscopia a scansione di sonda (SPM), che combina la classica tecnica del microscopio a forza atomica (AFM) con misure elettrochimiche. Il campione, che funge da elettrodo, viene analizzato in-situ all'interno di una cella elettrochimica, per analizzare eventuali cambi di morfologia durante le reazioni elettrochimiche.

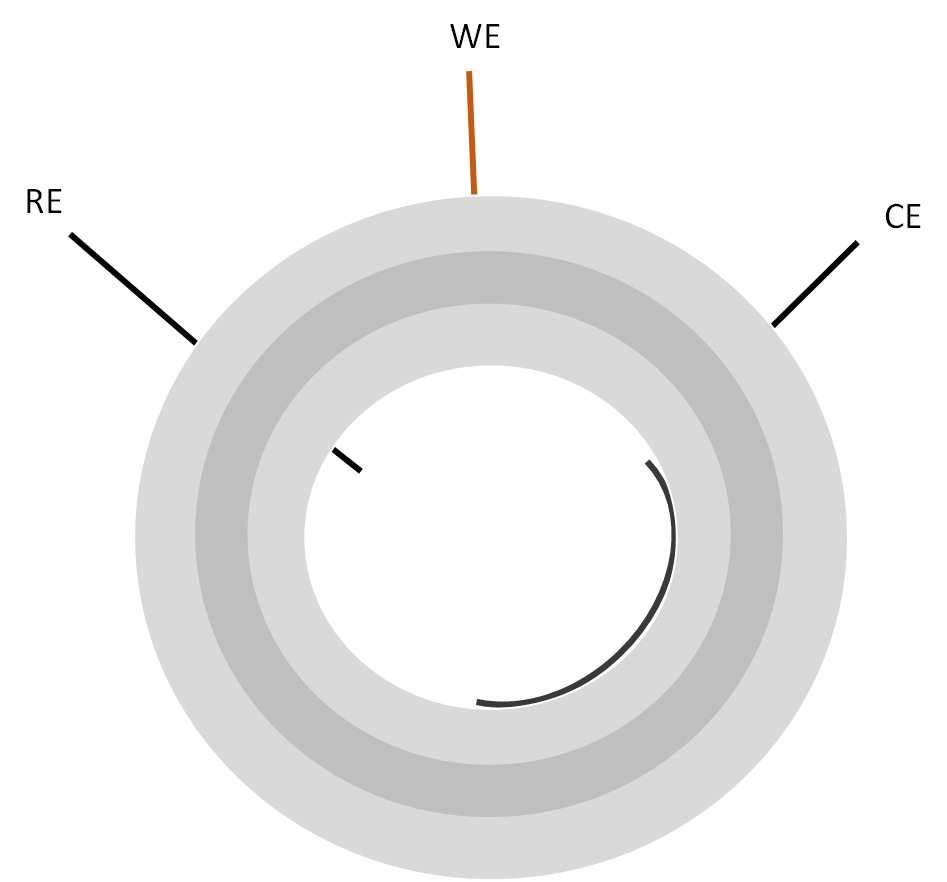
Rappresentazione schematica della cella elettrochimica utilizzata nell'AFM elettrochimico.

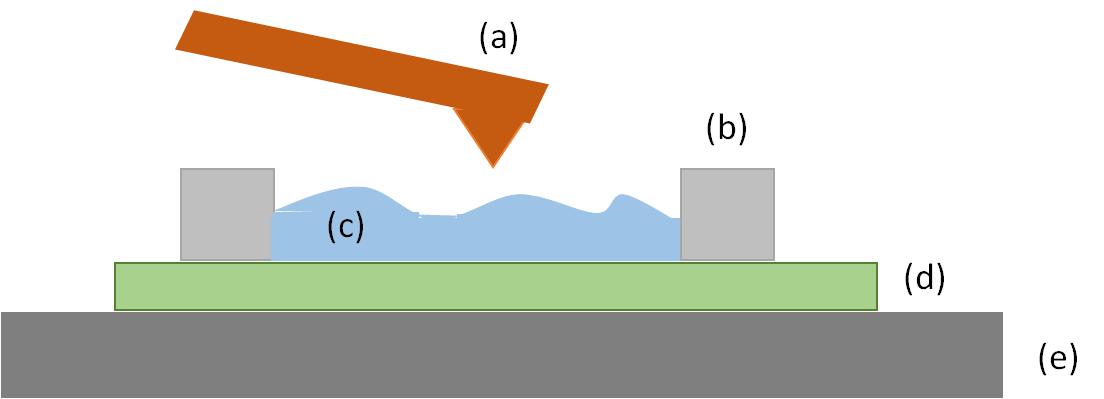
Rappresentazione della sezione dell'EC-AFM.
(a) Punta e cantilever
(b) Cella elettrochimica
(c) Lquido (elettrolita)
(d) Campione
(e) Portacampioni. Le connessioni elettrochimiche sono posizionate sotto al portacampioni.

Viene pertanto analizzata l'interfaccia solido-liquido. Questa tecnica venne creata per la prima volta nel 1996 da Kouzeki e collaboratori, che hanno studiato film sottili amorfi e policristallini di naftalocianina e ossido di indio-stagno in 0.1 M di cloruro di potassio (KCl). Diversamente dall' STM elettrochimico (EC-STM), sviluppato in precedenza da Itaya and Tomita nel 1988, la punta è non conduttiva e può facilmente essere utilizzata in ambiente liquido.

## Principi di funzionamento e precauzioni sperimentali
La tecnica consiste in un apparato AFM integrato con una cella elettrochimica a tre elettrodi. Il campione lavora come elettrodo di lavoro (WE, dall'inglese working electrode) e deve essere conduttivo. La punta AFM é un elemento ''passivo'', dal momento che non viene applicato nessun potenziale, e monitora i cambiamenti sulla superficie in funzione del tempo. Diversi esperimenti elettrochimici possono essere condotti sul campione, come ciclovoltammetrie o voltammetrie a impulso. Durante il cambiamento del potenziale, la corrente scorre attraverso il campione e la morfologia viene pertanto monitorata.
La cella elettrochimica viene prodotta con un materiale plastico, resistente ad acidi di vario tipo e diversi solventi, che possono essere utilizzati come elettrolita (e.g acido solforico, acido perclorico ecc.). La cella deve anche avere una buona resistenza meccanica e basso costo di produzione. Per riuscire ad accontentare tutte queste richieste, possono essere utilizzato principalmente il politetrafluoroetilene (PTFE) noto come teflon. L'elettrodo di riferimento viene solitamente realizzato in platino o con fili di AgCl, mentre l'elettrodo ausiliario in platino. Dal momento che la misura viene eseguita in ambiente liquido, alcune precauzioni devono essere seguite. L'elettrolita che viene scelto deve essere trasparente, per permettere al laser di raggiungere l'elettrodo e venire pertanto riflesso. Inoltre deve avere un corretto grado di opacità: pertanto possono essere utilizzate soltanto soluzioni molto diluite. La scelta dell'elettrolita deve anche tenere conto di possibili effetti di corrosione della testa dello scanner AFM, che potrebbe essere rovinata da soluzioni acide. Lo stesso problema affligge il cantilever e può essere ridotto scegliendo un appropriato coating, ad esempio l'oro. Inoltre va tenuto in considerazione che la somma letta sul fotodiodo non deve abbassarsi eccessivamente. Dal momento che l'indice di rifrazione in liquido è diverso da quello dell'aria, nel momento dell'immersione è necessario un riposizionamento del fotodiodo.

## Applicazioni
L'EC-AFM viene utilizzata in molte applicazioni per cui il monitoraggio della superficie dell'elettrodo durante un esperimento elettrochimico mostra risultati interessanti. Fra le diverse applicazioni, il campo delle batterie è ampiamente studiato. In particolare le batterie a piombo acido presentano dei cambiamenti in morfologia durante i cicli di ossidazione e riduzione delle ciclovoltammetrie in presenza di un elettrolita acido.
Un altro campo ampiamente studiato è quello della corrosione di diversi materiali. Vengono studiati diversi fenomeni, dalla corrosione e formazione di pit nel metallo, alla dissoluzione dei cristalli.
La grafite pirolitica altamente orientata (HOPG, dal termine inglese High Oriented Pyrolitic Graphite) viene largamente utilizzata in questi sistemi come elettrodo. Diversi fenomeni possono infatti essere studiati, dalla applicazione alle batterie al litio ai fenomeni di intercalazione che portano alla formazione di bolle sulla superficie dell'elettrodo.
Un'applicazione particolarmente interessante è la nanolitografia "dip-pen". Recentemente la litografia basata sulle tecniche SPM ha avuto un forte sviluppo, grazie alla sua semplicità e alla possibilità di avere un alto controllo sulla struttura e sul posizionamento degli atomi. La nanolitografia dip-pen (DPN) ha avuto un recente sviluppo. Essa utilizza la tecnica AFM per trasportate molecole organiche su substrati differenti, come l'oro. L'utilizzo dell'EC-AFM permette di fabbricare nanostrutture metalliche e semiconduttive sul WE, ottenendo stabilità termica e un'alta stabilità chimica.
Infine è possibile utilizzare tale tecnica per l'elettrodeposizione di diversi materiali sull'elettrodo, da metalli (ad esempio rame) a polimeri, come la polianina (PANI).